# Кемп, Ричард
Ричард Джастин Кемп (англ. Richard Justin Kemp; родился 14 апреля 1959) — британский полковник, один из командиров британских войск в Афганистане и военный эксперт, специализирующийся на вопросах международной безопасности и борьбы с терроризмом.

## Ранние годы
Кемп родился в Челмсфорде, Эссекс, Англия. Он получил образование в Колчестерской королевской гимназии.

## Военная карьера
Кемп вступил в британскую армию в 1977 году, попав в Королевский английский полк. Во время военной службы поступил в Королевскую военную академию в Сандхерсте и окончил её, получив звание второго лейтенанта. Вернувшись в Королевский английский полк в 1979 году, Кемп был назначен командиром взвода 3-го батальона, базировавшегося в дворцовых казармах в Белфасте.
За свою военную карьеру Кемп семь раз участвовал в операции «Флаг» в Северной Ирландии. Ему было присвоено звание лейтенанта в 1980 году и капитана в 1985 году. Позже он стал инструктором по подготовке в Бассингборне, а затем был направлен во 2-й батальон, где занимал должности замкомандира роты, командира взвода, оснащённого ПТРК «Милан», а затем офицера оперативной группы; в последнем качестве служил в ряде мест по всему миру, включая поездку в составе ВСООНК на Кипр.
В звании капитана Королевского английского полка Кемп принял участие в войне в Персидском заливе (1990—1991), командуя тактическим штабом 7-й бронетанковой бригады, и в 1991 году получил звание майора.
После выполнения заданий в составе 7-й бронетанковой бригады и в штаб-квартире в Северной Ирландии он вернулся во 2-й батальон Королевского английского полка в качестве командира передовой роты, возглавляя роту в Боснии, Германии и Канаде. В Боснии он участвовал в операциях СООНО (миротворческой миссии ООН). Затем возглавил группу обучения и консультирования пехоты механизированных войск, базирующуюся в Германии, и получил должность в штабе Министерства обороны.
В 1997 году Кемп получил звание подполковника и с 1998 по 2000 год командовал 1-м батальоном Королевского английского полка в Окингтоне и Дерри, после чего был назначен командиром группы оперативной подготовки и консультирования, а затем был советником по безопасности и борьбе с терроризмом премьер-министра Македонии.
Кемп был прикреплен к секретариату кабинета министров с 2001 по 2006 год. С июля по ноябрь 2003 года служил командующим операцией «Фингал» в Афганистане, имея под своим началом около 300 солдат. В секретариате кабинета министров Кемп работал в Объединенном разведывательном комитете и национальной группе по управлению кризисами COBRA, в том числе во время взрывов в Лондоне в 2005 году и серии похищений британских граждан в Ираке и Афганистане. Совершил несколько поездок в Багдад, Фаллуджу и Мосул. 30 июня 2004 года он получил звание полковника. Вышел в отставку 30 марта 2006 года.
После этого Кемп вместе с Крисом Хьюзом, журналистом Daily Mirror, выпустил в 2009 году книгу «Attack State Red», описывающей развертывание Королевского английского полка в провинции Гильменд, Афганистан, в 2007 году в рамках операции «Херрик». Название книги взято из британских военных постоянных оперативных процедур (СОП) для состояния боевой готовности базы с учетом вероятности нападения.

## Общественно-политическая деятельность
Кемп неоднократно выступал против преследования британских солдат по подозрению в преступных действиях в Афганистане и Ираке, а также против начала новых расследований, касающихся действий британских солдат в Северной Ирландии во время Смуты. Кемп заявил в интервью Belfast News Letter, что обеспокоен соответствующими расследованиями, заявив: «Очевидно, что некоторые солдаты, конечно, совершают некоторые неправильные поступки, но существует очень четкая разница между ними и террористами. Солдаты стремятся поддерживать закон, тогда как террористы стремятся калечить и убивать. К ним следует относиться по-разному».
Кемп является членом консультативного совета организации «Ветераны за Британию».
В 2015 году Кемп высказался в поддержку предоставления убежища в Великобритании афганским переводчикам, работавшим с британскими вооруженными силами.
Кемп раскритиковал выводы доклада Комиссии ООН по расследованию ситуации в секторе Газа за 2014 год, назвав его «ошибочным и опасным», за что подвергся ответной критике со стороны Ричарда Фалька, бывшего спецдокладчика ООН по Палестине.
Кемп участвовал в кампании «Почтите храбрых», проводимой Daily Mirror в 2007—2008 годах, в знак признания жертвы британских солдат, убитых или раненых в бою, путем награждения медалью, аналогичной Пурпурному сердцу США.
В октябре 2013 года британские СМИ сообщили, что Кемп может находиться в списке лиц, предназначенный Аль-Каидой для убийства. Кемп вместе с другими лицами, выступавшими против исламистского терроризма, появился на видео, опубликованном группировкой «Харакат аш-Шабаб», аффилированной с «Аль-Каидой» и ответственной за нападение на торговый центр в Найроби (2013). Видео включало отрывок из телепрограммы, где Кемп осуждал убийство Ли Ригби в Вулидже. «Аш-Шабааб» призвала британских исламистов «скопировать» совершённое убийство. Daily Mirror сообщила, что антитеррористическая полиция обсудила с Кемпом угрозы его жизни и опасения по поводу его безопасности.
11 марта 2015 года Кемп посетил Сиднейский университет, чтобы прочитать лекцию на тему «Этические дилеммы военной тактики» и сложности борьбы с агрессивными негосударственными субъектами, такими как ИГИЛ. Лекцию прервала группа пропалестинских демонстрантов во главе с доцентом и активистом движения BDS Джейком Линчем. После ожесточенной перепалки между протестующими и аудиторией пропалестинские протестующие были выведены охранниками. В ответ на инцидент Кемп написал учебному заведению письмо, критикуя поведение Линча и обвиняя последнего в антисемитизме. Сиднейский университет начал расследование инцидента.
1 августа 2017 года газета The Times опубликовала статью Кемпа, где он писал о попытке агентов ИГ проникнуть в британские вооруженные силы; Кемп отметил, что «понятное стремление вооруженных сил и полиции вербовать больше мусульман и менее понятное беспокойство по поводу политкорректности, получающей приоритет над эффективностью, в совокупности приводит к беспрецедентной опасности». Статья критиковалась как попытка «стигматизации» всех мусульман и подрыв попыток увеличить «многообразие» в британских вооруженных силах.

## Награды и признание
Кемп был награжден Орденом Британской империи и отмечен Королевской наградой за храбрость.